# Alexander Henderson (1er baron Faringdon)
Pour les articles homonymes, voir Alexander Henderson et Henderson.
Alexander Henderson (28 septembre 1850 - 17 mars 1934) est un financier britannique et membre du Parlement unioniste libéral.

## Biographie
Henderson est le fils de George Henderson de Langholm, Dumfriesshire. Il commence sa carrière dans la City de Londres au sein du cabinet d'expertise comptable Deloitte avant de devenir agent de change. Il est surtout connu comme financier des chemins de fer en Grande-Bretagne et à l'étranger (comme l'Algeciras Gibraltar Railway Company), et est président du Great Central Railway (GCR) du 5 mai 1899 jusqu'à la fin de 1922  puis vice-président de son successeur, le London and North Eastern Railway (LNER), de 1923 jusqu'à sa mort . Il est également un actionnaire majeur du Canal maritime de Manchester et est impliqué dans les développements portuaires et les systèmes téléphoniques et électriques dans plusieurs pays. Le Witan Investment Trust est créé en 1909 pour détenir ses propriétés, et la société de gestion d'actifs Henderson Global Investors est fondée en 1934 après sa mort pour administrer sa succession.
En 1898, Henderson est élu à la Chambre des communes représentant le West Staffordshire, un siège qu'il occupe jusqu'en 1906, et il est ensuite réélu au Parlement comme député de St George's Hanover Square de 1913 à 1916.
Il est créé baronnet dans les honneurs du couronnement de 1902, publiés le 26 juin 1902. En 1912, il est nommé haut shérif du Berkshire. En 1916, il est élevé à la pairie en tant que baron Faringdon de Buscot Park dans le comté de Berkshire (maintenant dans l'Oxfordshire) et le 4 juin 1917 est fait compagnon d'honneur pour "services en rapport avec la guerre", en sa qualité de vice-président du comité de contrôle de la navigation.
Il est membre du conseil d'administration de l'école Abingdon de 1915 à 1934 et est le président des gouverneurs de 1927 jusqu'à sa mort en 1934 .

## Famille
Henderson épouse Jane Ellen, fille d'Edward William Davis, en 1874. Il meurt en mars 1934, âgé de 83 ans, et est remplacé par son petit-fils Gavin, son fils aîné, le lieutenant-colonel Harold Henderson étant mort avant lui.
Au total, les Henderson ont sept enfants: Harold (né le 29 octobre 1875); Alec (né le 23 octobre 1876); Frank (né le 11 octobre 1877); Margaret (née le 6 avril 1879); Philip (né le 16 mars 1881); Arnold (né le 1er juillet 1883); et Eric (né le 26 septembre 1884). Eric change son nom de famille en Butler-Henderson peu de temps après son mariage en 1910,  et c'est comme Eric B. Butler-Henderson qu'il est élu au conseil d'administration de la GCR en 1918; comme son père, il siège également au conseil d'administration du LNER depuis sa formation au début de 1923,.